# Bourreria rinconensis
Bourreria rinconensis är en strävbladig växtart som beskrevs av J. S. Miller. Bourreria rinconensis ingår i släktet Bourreria och familjen strävbladiga växter. Inga underarter finns listade i Catalogue of Life.